# Aisling Franciosi
Aisling Franciosi (6 de junho de 1993) é uma atriz irlandesa. Ela é mais conhecida pelo seu papel como Katie Benedetto na série The Fall, e Kate Crawford em Legends. Em 2016 e 2017, interpretou Lyanna Stark em Game of Thrones.

## Biografia
Franciosi nasceu na Itália, mas foi criada em Dublin, na Irlanda. É filha de pai italiano e mãe irlandesa. Ela é fluente em inglês e italiano, e estudou francês e espanhol na Trinity College, em Dublin.

## Filmografia

### Cinema
| Ano  | Título                         | Papel             | Nota           |
| ---- | ------------------------------ | ----------------- | -------------- |
| 2014 | Jimmy's Hall                   | Marie             |                |
| 2014 | Ambition                       | Aprendiz          | curta-metragem |
| 2018 | The Nightingale                | Clare             |                |
| 2020 | Home                           | Delta             |                |
| 2021 | The Unforgivable               | Katherine Malcolm |                |
| 2022 | God's Creatures                | Sarah Murphy      |                |
| 2023 | The Last Voyage of the Demeter | Anna              |                |
| 2025 | Twinless                       | Marcie            |                |

### Televisão
| Ano       | Título                    | Papel              | Nota                                                                  |
| --------- | ------------------------- | ------------------ | --------------------------------------------------------------------- |
| 2012      | Trivia                    | Trish              | 1 episódio                                                            |
| 2013-2014 | The Fall                  | Katie Benedetto    | 16 episódios                                                          |
| 2014      | Quirke                    | Phoebe Griffin     | 3 episódios: "Christine Falls", "The Silver Swan" e "Elegy for April" |
| 2015      | Vera                      | Sigourney O'Brien  | Episódio: "Muddy Waters"                                              |
| 2015      | Legends                   | Kate Crawford      | 10 episódios                                                          |
| 2016-2017 | Game of Thrones           | Lyanna Stark       | Episódios: "The Winds of Winter", "The Dragon and The Wolf"           |
| 2017      | Clique                    | Georgia Cunningham | 6 episódios                                                           |
| 2018      | Genius                    | Fernande Olivier   | 6 episódios                                                           |
| 2020      | I Know This Much is True  | Jovem Dessa        | 2 episódios                                                           |
| 2020      | Black Narcissus           | Irmã Ruth          | 3 episódios                                                           |
| 2023      | The Legend of Vox Machina | Kaylie (narração)  | 4 episódios                                                           |

## Prêmios e Indicações
| Ano  | Premiação | Categoria                         | Título          | Resultado |
| ---- | --------- | --------------------------------- | --------------- | --------- |
| 2015 | IFTA      | Melhor atriz em papel coadjuvante | The Fall        | Venceu    |
| 2019 | AACTA     | Melhor atriz                      | The Nightingale | Venceu    |